# مونتویا (نیومکزیکو)
مونتویا (به انگلیسی: Montoya) یک منطقهٔ مسکونی در ایالات متحده آمریکا است که در شهرستان کوئی، نیومکزیکو واقع شده‌است. مونتویا ۱٬۳۱۷٫۰۶ متر بالاتر از سطح دریا قرار دارد.